# Дровнинский сельский округ
Дровнинский сельский округ — упразднённая административно-территориальная единица, существовавшая на территории Можайского района Московской области в 1994—2006 годах.
Дровнинский сельсовет был образован 5 июля 1956 года в составе Уваровского района Московской области путём объединения Приданцевского и большей части Сычиковского с/с.
3 июня 1959 года Уваровский район был упразднён и Дровнинский с/с вошёл в Можайский район.
1 февраля 1963 года Можайский район был упразднён и Дровнинский с/с вошёл в Можайский сельский район. 11 января 1965 года Дровнинский с/с был возвращён в восстановленный Можайский район.
23 июня 1988 года в Дровнинском с/с была упразднена деревня Михайловка.
3 февраля 1994 года Дровнинский с/с был преобразован в Дровнинский сельский округ.
В ходе муниципальной реформы 2004—2005 годов Дровнинский сельский округ прекратил своё существование как муниципальная единица. При этом все его населённые пункты были переданы в Сельское поселение Дровнинское.
29 ноября 2006 года Дровнинский сельский округ исключён из учётных данных административно-территориальных и территориальных единиц Московской области.